# 川上村 (佐賀県)
川上村（かわかみむら）は、佐賀県佐賀郡にあった村。現在の佐賀市の一部にあたる。

## 地理
嘉瀬川（川上川）が脊振山地から平野に流れ出る地に位置していた。

## 歴史
- 1889年（明治22年）4月1日、町村制の施行により、佐賀郡東山田村、川上村、池上村、久留間村が合併して村制施行し、川上村が発足[1][2]。旧村名を継承した東山田、川上、池上、久留間の4大字を編成[2]。
- 1900年（明治33年）川上産業組合設立[2]
- 1930年（昭和5年）青年団設立[2]
- 1931年（昭和6年）婦人会設立[2]
- 1932年（昭和7年）県繭検定所設立、養蚕実行組合設立[2]。
- 1933年（昭和8年）農業会設立[2]
- 1947年（昭和22年）農業協同組合設立[2]
- 1955年（昭和30年）4月16日、佐賀郡春日村、松梅村と合併し、大和村を新設して廃止された[1][2]。合併後、大和村大字東山田・川上・池上・久留間となる[2]。

## 産業
- 農業、商業、工業[2]

## 教育
- 1891年（明治24年）河崎小学校、池久小学校が合併し川上尋常小学校となる[2]。1892年（明治25年）大字東山田に移転[2]。1895年（明治28年）川上実業補習学校開校[2]